# بان (دیوار دفاعی)

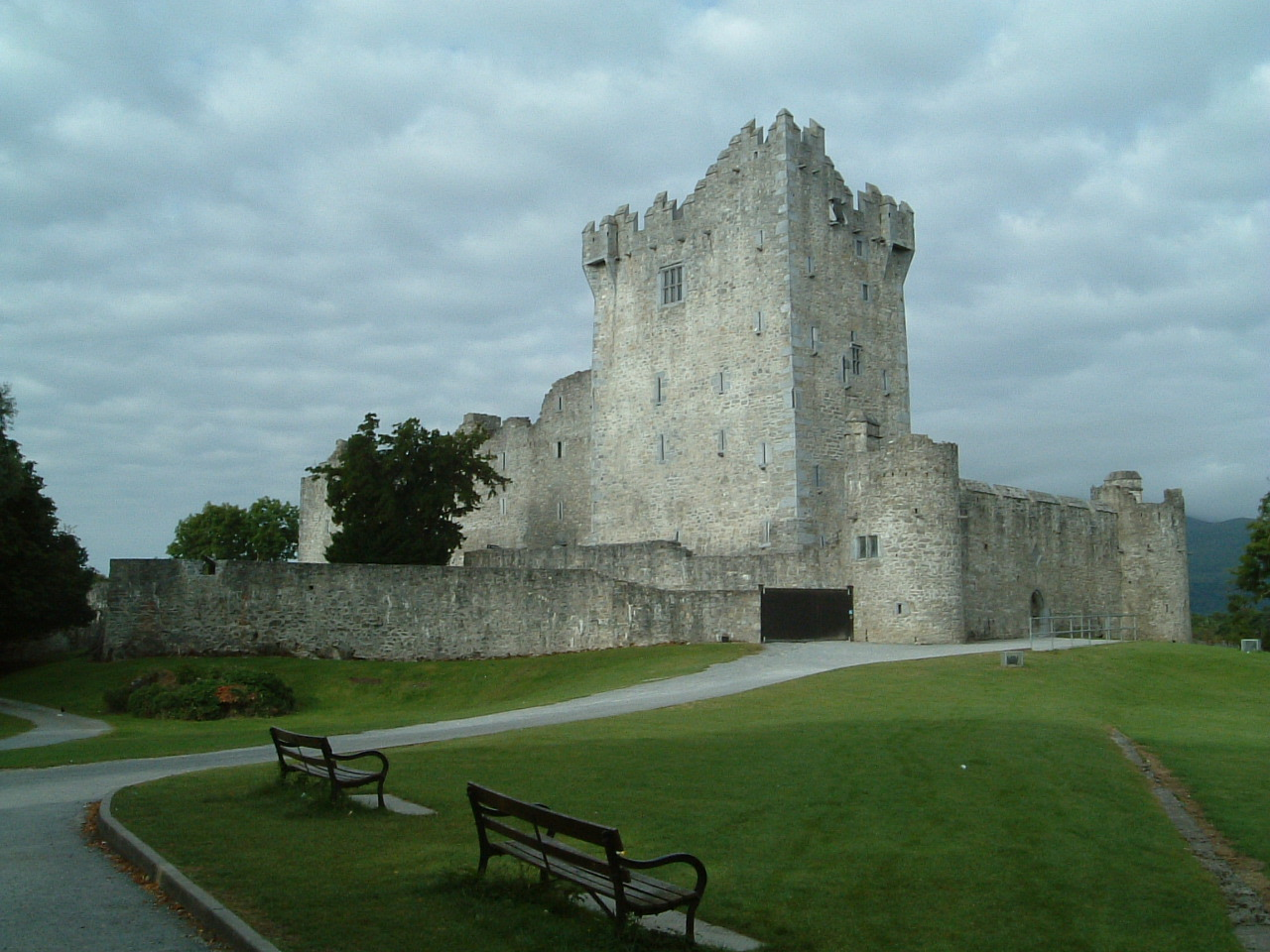
قلعه راس با بان اطراف آن

بان (Bawn) گونه‌ای دیوار دفاعی است که به دور خانه‌های برجی در ایرلند ساخته می‌شد. واژهٔ بان شکل انگلیسی‌سازی‌شدهٔ واژهٔ ایرلندی بابهون (bábhún) است که احتمالاً به معنی «حصار گاوها» بوده‌است.
هدف اصلی از ساخت بان‌ها حفاظت از احشام در هنگام حملات نظامی بوده است. در آغاز بان‌ها شامل ترانشه‌هایی می‌شدند که معمولاً با پرچین‌هایی از آن‌ها دفاع می‌شد. در گذر زمان این ترانشه‌ها با دیوار جایگزین شدند.
معادل اسکاتلندی و انگلیسی بان بارمکن و پیل (به عنوان مثال در برج پیل) است.